# 普利亚区奥尔萨拉
普利亚区奥尔萨拉（義大利語：Orsara di Puglia），是意大利福贾省的一个市镇。总面积82.23平方公里，人口3010人，人口密度36.6人/平方公里（2009年）。ISTAT代码为071035。